# Tahj Mowry
Tahj Mowry Dayton (Honolulu, 17 maggio 1986) è un attore, ballerino e cantante statunitense.

## Biografia
Sua madre, Darlene Renée Flowers, è di origini afro-bahamiane, mentre suo padre, Timothy John Mowry, è di origini inglesi. Ha due sorelle gemelle, Tia e Tamera Mowry, e un fratello, Tavior. Sua madre, Darlene Renee Mowry, è la sua manager.
Ha giocato a calcio nella Westlake High School in California, Savannah State University e l'Università di Wyoming ed ha frequentato la Pepperdine University di Malibu, in California.

## Carriera
Mowry è conosciuto come T.J. Henderson, un bambino prodigio, nella sitcom Un genio in famiglia (serie televisiva). Ha interpretato Teddy nella sitcom Gli amici di papà. È anche apparso nei film di Disney Channel, come Attenti al volpino e Quando Einstein ci mette lo zampino. Ha fatto una piccola comparsa nelle sitcom Zack e Cody al Grand Hotel e in Star Trek: Voyager, nell'episodio "Il ciclo della vita". Mowry è apparso nel film Finalmente a casa (film 2007) nel ruolo di Danny Pulu e in Ancora Ragazzi nel ruolo di Willie Donovan. Ha anche fatto una comparsa in un episodio della sitcom The Game, interpretando il fratello di Melanie Barnett, sua sorella Tia nella vita reale. Mowry doppiò anche la voce di Wade nella serie animata Disney Channel Kim Possible - La sfida finale, Kim Possible - Contro le scimmie. Attualmente interpreta Tucker Dobbs nella sitcom della ABC Family Baby Daddy.
Mowry è anche noto per aver cantato Shine Your Light on Me per School Out! Christmas; Il cerchio della vita, tratto dal film d'animazione Il re leone, per il gruppo Disney Channel Circle of Stars, e anche per aver cantato Kick It Out con Boom Boom Satellites e Flo Rida.

## Filmografia

### Cinema
- Finalmente a casa (Are We Done Yet?), regia di Steve Carr (2007)

### Televisione
- Seventeen Again, regia di Jeffrey W. Byrd – film TV (2000)
- Gli amici di papà (Full House) - serie TV - 16 episodi (1991-1995)
- Friends - serie TV - 2x12
- Un genio in famiglia (Smart Guy) - serie televisiva (1997-1998)
- Star Trek: Voyager - serie TV - 2x22 (1996)
- Quando Einstein ci mette lo zampino (The Poof Point) – film TV (2001)
- Attenti al volpino (Hounded), regia di Neal Israel – film TV (2001)
- Zack e Cody al Grand Hotel (The Suite Life of Zack and Cody) - serie TV - 1 episodio (2007)
- Desperate Housewives - serie TV - 1 episodio (2007)
- Baby Daddy - Serie TV - 69 episodi (2012-2017)